# Giuseppe Bonacossa
Giuseppe Bonacossa (Dorno, 1º marzo 1841 – Milano, 18 aprile 1908) è stato un imprenditore e politico italiano.

## Biografia
Di famiglia benestante, laureatosi in Ingegneria all'Università degli Studi di Pavia, fu uno dei principali azionisti ed amministratore delegato della Società di Filatura Cascami Seta, che ebbe quattro grandi stabilimenti in Italia. Bonacossa fu altresì amministratore di due banche milanesi (Popolare e Lombarda).
Nel 1892 entrò per la prima volta in parlamento con un notevole successo personale (fu il secondo più votato del collegio plurinomale di Pavia, risultato notevole se si consideri che era all'esordio elettorale). Appartenne alla Sinistra storica governativa opponendosi all'estrema radicale, ma la sua azione fu dichiaratamente pratica, diretta all'alleggerimento delle imposte fondiarie e alla protezione dell'industria nazionale.
Venne rieletto fino alla morte, avvenuta nel 1908 quando era alla sua sesta legislatura consecutiva.